# Корт, Клаус
Клаус Корт (нем. Claus Korth; 7 ноября 1911, Берлин — 25 января 1988, Киль) — немецкий офицер-подводник, корветтен-капитан (1 января 1944 года).

## Биография
1 января 1934 года поступил на флот фенрихом. 1 января 1936 года произведен в лейтенанты. Служил на учебном корабле «Ниобе». В марте 1936 года переведен в подводный флот.
С 1937 года 1-й вахтенный офицер подлодки U-37, с которой он 2 месяца патрулировал побережье Испании.

## Вторая мировая война
29 декабря 1938 года назначен командиром подлодки U-57 (Тип II-C), на которой совершил 9 походов (проведя в море в общей сложности 129 суток). Только в четвёртом походе он потопил свои первые 2 судна.
В феврале 1940 года Корт торпедировал британский танкер «Грейтфилд» (10 191 брт).
С 30 июля 1940 года командир подлодки U-93. Её он выводил в море 5 раз (всего проведя в плавании 155 суток).
29 мая 1941 года награждён Рыцарским крестом Железного креста.
30 сентября 1941 года переведен в штаб командующего подводным флотом 3-м офицером Адмирал-штаба. С июня 1942 инструктор по боевой подготовке 27-й флотилии, а затем переведен в часть, занимавшуюся тестированием торпедного вооружения.
Всего за время военных действий Корт потопил 15 судов общим водоизмещением 73 015 брт и повредил 1 судно водоизмещением 4996 брт.
В мае 1945 года сдался британским войскам. В ноябре 1945 года освобожден. В 1955 году поступил в ВМС ФРГ, несколько лет возглавлял военно-морскую торпедную испытательную станцию. В 1970 году вышел в отставку в звании капитана 1-го ранга.

## Награды
- Медаль «За выслугу лет в вермахте» 4-го класса (2 октября 1936)
- Испанский крест в бронзе (6 июня 1939)
- Нагрудный знак подводника (5 ноября 1939)
- Железный крест (1939) 2-го класса (22 ноября 1939)
- Железный крест (1939) 1-го класса (26 января 1940)
- Рыцарский крест Железного креста (29 мая 1941)
- Крест «За военные заслуги» 2-го класса с мечами (20 апреля 1944)